# Station Rotterdam Lombardijen
Station Rotterdam Lombardijen is een station gelegen tussen de Rotterdamse wijken Lombardijen en Groot-IJsselmonde. Het station ligt aan de spoorlijn Rotterdam Centraal - Dordrecht.

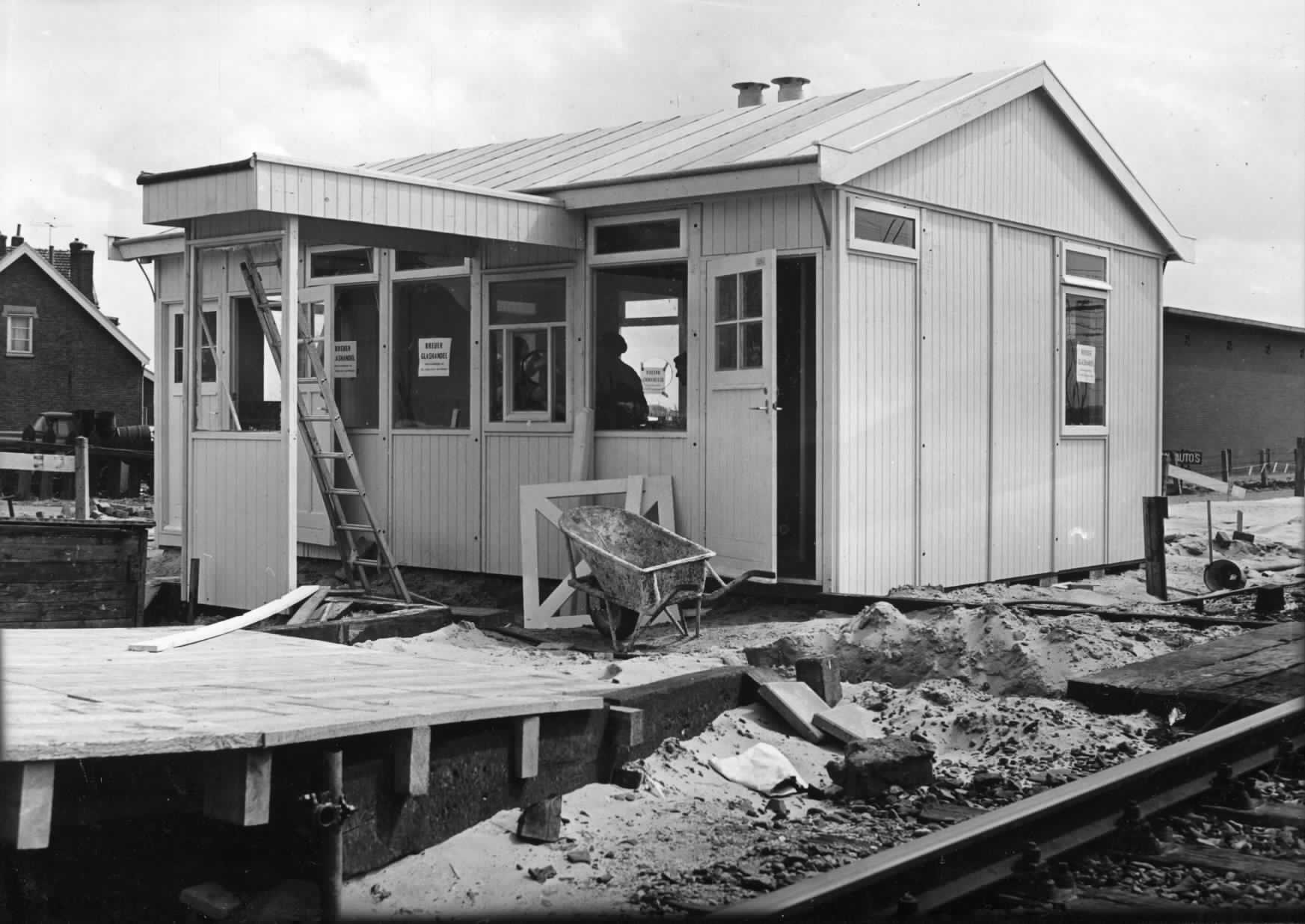
Keet in aanbouw in 1964

Op 1 juni 1964 werd de halte Lombardijen geopend. Deze halte bestond uit houten perrons en een keet voor de kaartverkoop. Op 12 september 1968 werd een nieuw station geopend. Onder de perrons, in de middenberm van de Spinozaweg, kwam een halte van tramlijn 2 naar IJsselmonde en tramlijn 12; deze was met een trap direct bereikbaar vanaf de perrons. Deze halte is inmiddels niet meer in gebruik; de trappen zijn nog wel aanwezig, maar afgesloten.
In 1996 werd het huidige stationscomplex geopend.
Naast het station is sinds 2011 het Maasstad Ziekenhuis gevestigd. Tevens bevindt zich nabij het station een locatie van het Albeda College.
Per 11 december 2011 wordt het station enkel met sprinters bediend.
Minder bekend is dat er een metrostation in ruwbouw onder het station ligt, ooit aangelegd voor de Ridderkerklijn, die echter niet is gerealiseerd.

## Treinen
De volgende treinseries stoppen volgens de dienstregeling 2025 te station Rotterdam Lombardijen:
| Serie | Treinsoort    | Route | Bijzonderheden                                                    |
| ----- | ------------- | --- | ----------------------------------------------------------------- |
| 5000  | Sprinter (NS) | Den Haag Centraal – Den Haag HS – Delft – Schiedam Centrum – Rotterdam Centraal – Rotterdam Blaak – Rotterdam Lombardijen – Dordrecht | Rijdt niet na 20:00 uur en in het weekend.                        |
| 5100  | Sprinter (NS) | Den Haag Centraal – Den Haag HS – Delft – Schiedam Centrum – Rotterdam Centraal – Rotterdam Blaak – Rotterdam Lombardijen – Dordrecht |                                                                   |
| 5200  | Sprinter (NS) | Den Haag Centraal – Den Haag HS – Delft – Schiedam Centrum – Rotterdam Centraal – Rotterdam Blaak – Rotterdam Lombardijen – Dordrecht | Rijdt enkel van maandag tot en met donderdag tot circa 19:00 uur. |

## Trams en bussen
Bij station Lombardijen stopt tramlijn 2. Aan de oostzijde van het station stoppen enkele lokale en regionale busdiensten.

## Ontwikkeling aantal reizigers
Het aantal door NS vervoerde reizigers (per gemiddelde werkdag) ontwikkelde zich sedert 2019 als volgt:
| Jaar | Aantal reizigers |
| ---- | ---------------- |
| 2019 | 6.768            |
| 2020 | 3.595            |
| 2021 | 3.982            |
| 2022 | 4.922            |
| 2023 | 6.071            |
| 2024 | 5.653            |

## Afbeeldingen

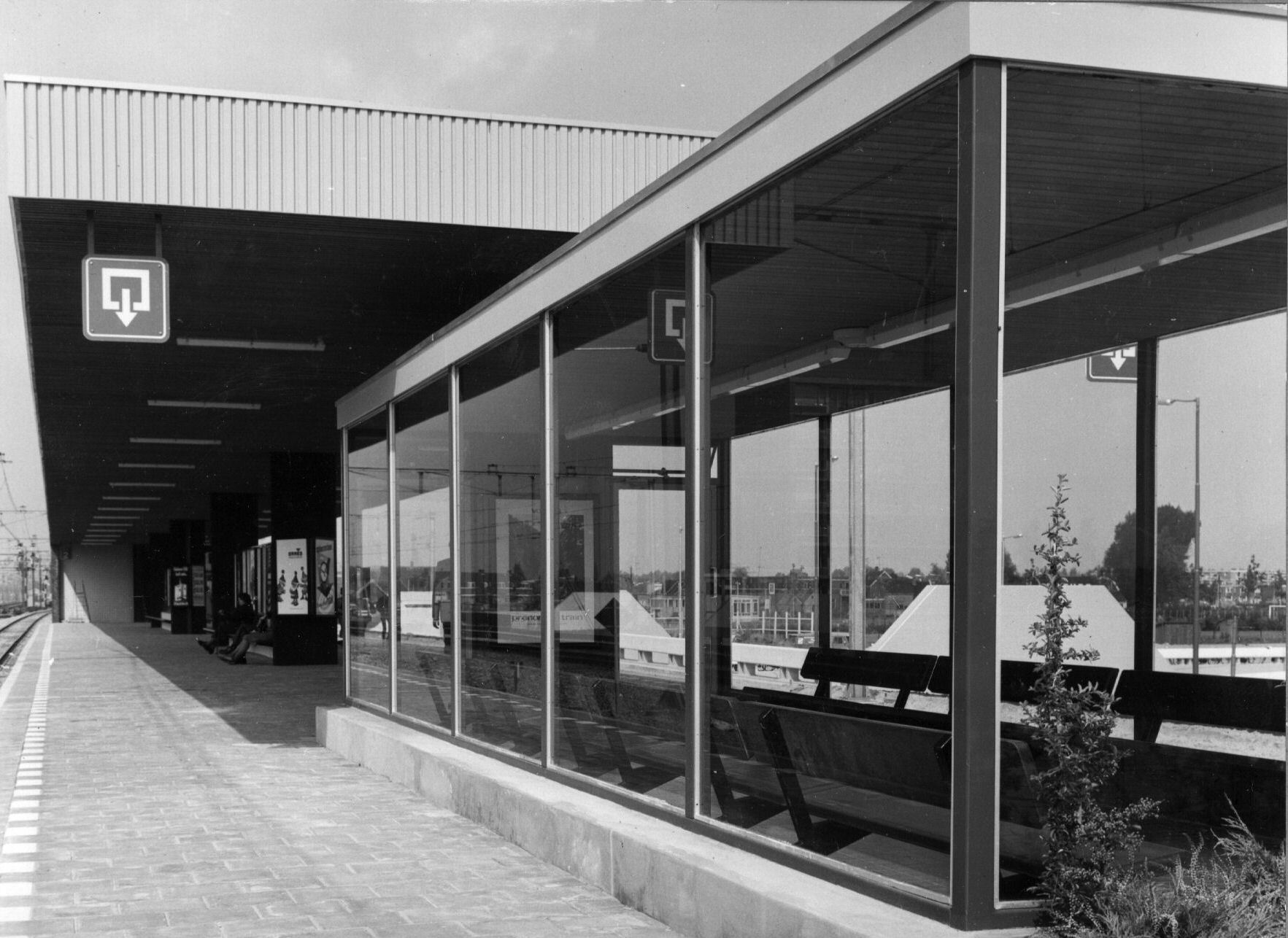
Perrons in 1968
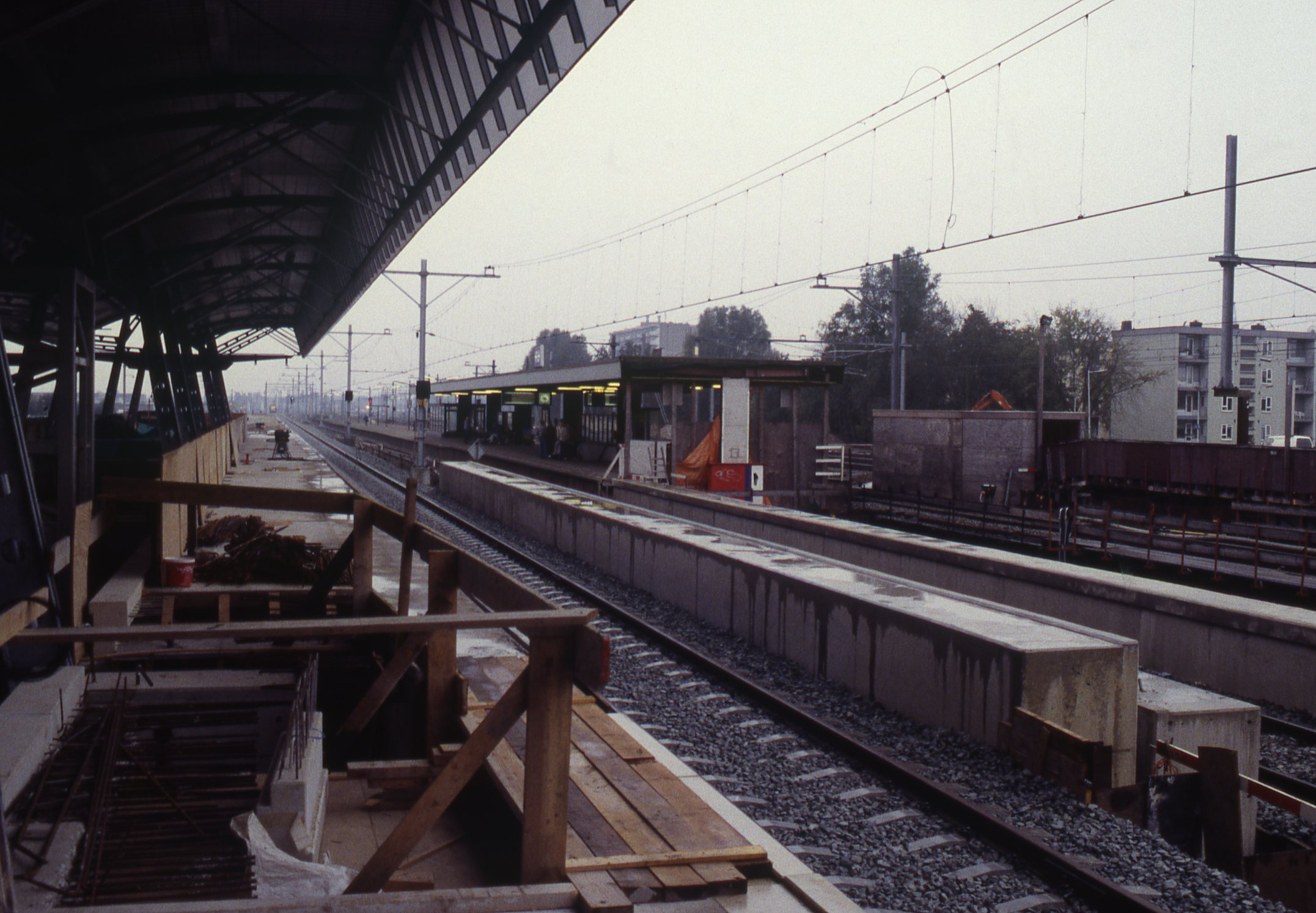
Station in verbouwing (1995-1996)
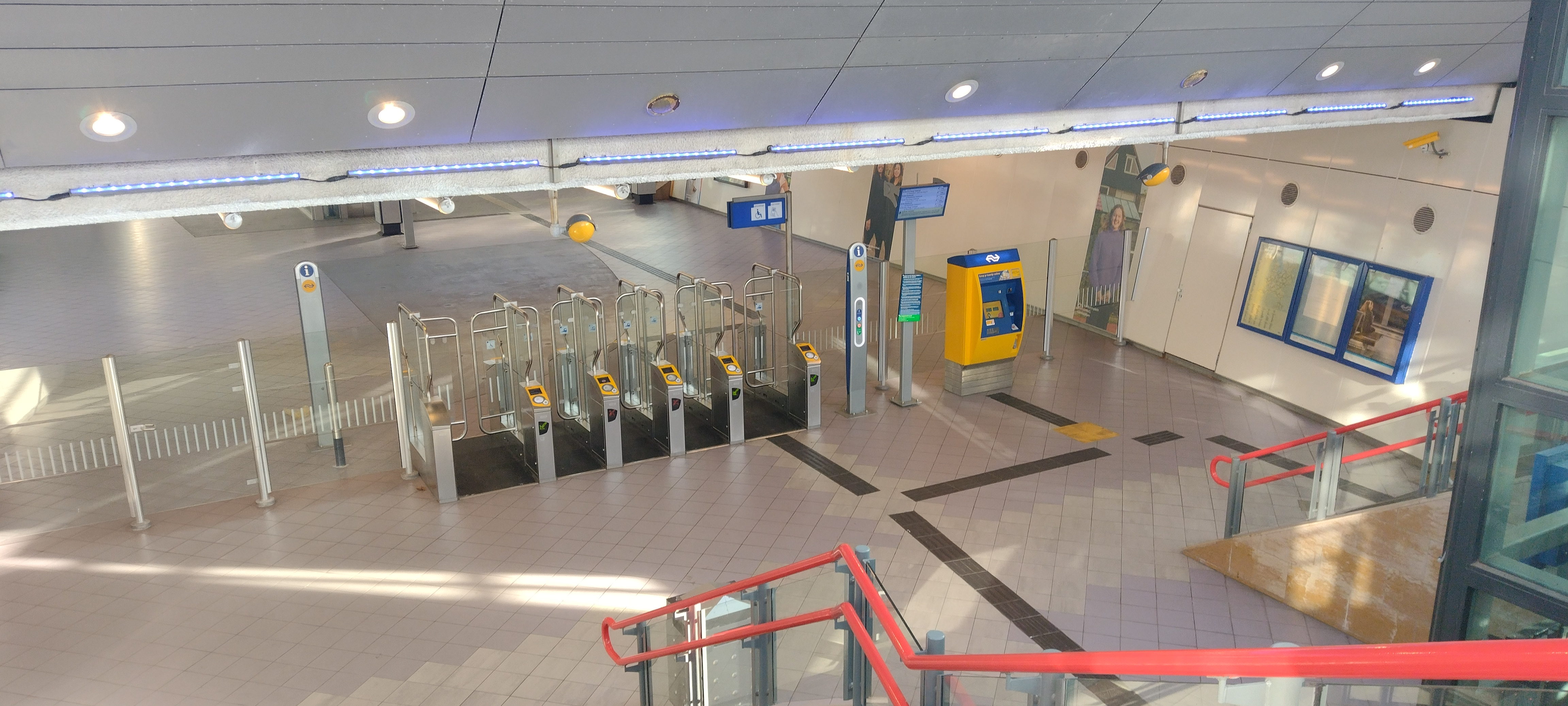
Poortjes in de stationshal

0,0: Breda ·
4,8: Breda-Prinsenbeek ·
6,0: Beek ·
10,8: Langeweg ·
14,9: Lage Zwaluwe ·
18,2: Moerdijk SS (voorm. einde) ·
21,1: Willemsdorp ·
26,9: Dordrecht Zuid ·
29,5: Dordrecht ·
31,5: Zwijndrecht ·
39,1: Barendrecht ·
42,2: Rotterdam Lombardijen ·
43,8: IJsselmonde ·
44,0: Rotterdam Stadion ·
45,0: Mallegat ·
45,1: Rotterdam Zuid ·
46,2: Fijenoord ·
47,5: Rotterdam Blaak ·
49,1: Rotterdam Centraal
Alphen a/d Rijn ·
Arkel · 
Barendrecht · 
Bodegraven · 
Boskoop · 
-Snijdelwijk · 
Boven Hardinxveld · 
Capelle Schollevaar · 
De Vink · 
Delft · 
-Campus · 
Den Haag:
-Centraal · 
-HS ·
-Laan van NOI · 
-Mariahoeve · 
-Moerwijk · 
-Ypenburg · 
Dordrecht · 
-Stadspolders ·
-Zuid ·
Gorinchem · 
Gouda · 
-Goverwelle · 
Hardinxveld:
-Blauwe Zoom · 
-Giessendam · 
Hillegom · 
Lansingerland-Zoetermeer · 
Leiden:
-Centraal · 
-Lammenschans · 
Nieuwerkerk a/d IJssel · 
Rijswijk · 
Rotterdam:
-Alexander · 
-Blaak · 
-Centraal · 
-Lombardijen · 
-Noord · 
-Stadion · 
-Zuid · 
Sassenheim · 
Schiedam Centrum · 
Sliedrecht · 
-Baanhoek · 
Voorburg · 
Voorhout · 
Voorschoten ·
Waddinxveen · 
-Noord ·
-Triangel ·
Zoetermeer · 
-Oost · 
Zwijndrecht
Geplande stations:
Gorinchem Noord · Hazerswoude-Koudekerk · Schiedam Kethel
Voormalige stations: zie de lijst van voormalige spoorwegstations in Zuid-Holland